# Cercle Tchaïkovski

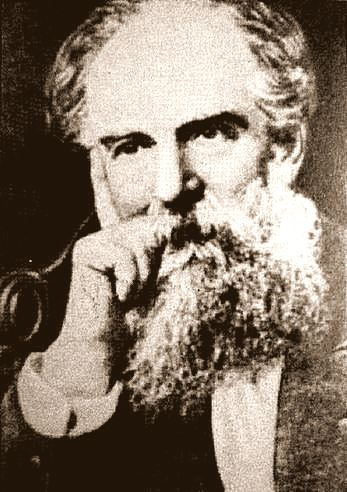
Le militant Nikolaï Tchaïkovski (1851–1926), qui a donné son nom au Cercle.

Le Cercle Tchaïkovski ou Grande société de propagande  (en russe : Чайковцы, Большое общество пропаганды) est une société littéraire de propagande révolutionnaire fondée par le militant Nikolaï Tchaïkovski au sein de l'université de Saint-Pétersbourg en 1868-1869.  

## Contexte politique
Nikolaï Tchaïkovski, étudiant en chimie de l'université de Saint-Pétersbourg, forma avec des camarades étudiants, notamment Mark Natanson, un cercle politique de révolutionnaires socialistes qui prend rapidement le nom de Cercle Tchaïkovski et sera à la base du mouvement des Narodniki. Selon Franco Venturi, en dépit de son nom, le cercle fut véritablement fondé par Mark Natanson. Sa rapide disparition (Natanson est emprisonné dès 1871) explique que le cercle porte le nom de Tchaïkovski. « On peut dire en bref que les « Чайковцы » furent le premier mouvement largement populiste, sans plus de spécification. »
L'intelligentsia de l'Empire russe au milieu du XIXe siècle n'était pas satisfaite de ce qu'elle considérait comme la stagnation sociale du pays et avait avancé l'idée nécessaire de réformer en profondeur les institutions de l'empire, comme le suggérait le romancier Ivan Tourgueniev (en particulier dans son roman Pères et fils) et le mouvement « nihiliste ». Cette action revendicative se concrétisa par la création de sociétés plus ou moins secrètes, telles que le « Cercle Tchaïkovski », qui allait donner naissance à « Terre et Liberté », Narodnaïa Volia...

## Historique
Le Cercle Tchaïkovski a été fondé à Saint-Pétersbourg durant l'agitation estudiantine de 1868-1869, en réaction à la violence politique prônée par Serge Netchaïev. Ce cercle était une sorte de société littéraire pour l'auto-éducation au sein de l'Académie médico-chirurgicale, « et non une organisation au sens strict du terme. Il n'a ni statut, ni programme précis, et toute personne désirant propager les idées socialistes peut en faire partie ». L'objectif initial était de partager des livres et des connaissances qui avaient été interdites dans l'Empire russe. Les principales tâches du cercle étaient d'unir les étudiants de Saint-Pétersbourg et d'autres villes, et de faire de la propagande parmi les ouvriers et les paysans afin de fomenter une révolution sociale. Ces principes ont été formulés dans le « Programme pour les cercles de l'auto-éducation et d'activité pratique » (Программа для кружков самообразования и практической деятельности), mis en place par Nikolaï Tchaïkovski et Mark Natanson, fin 1870 et début 1871. 

### La cause du livre
L'une des premières tâches du Cercle Tchaïkovski était d'organiser l'imprimerie, l'édition et la distribution de la littérature scientifique et révolutionnaire. Parmi les premières éditions clandestines, Le Capital de Karl Marx, mais également des œuvres de Nikolaï Tchernychevski, Nikolaï Dobrolioubov, Alexandre Herzen, Piotr Lavrov, Ferdinand Lassalle, Charles Darwin et John Stuart Mill. Les tracas de la censure et les arrestations convainquent les activistes de créer un centre d'édition l'étranger : ils fondent une petite imprimerie à Genève.
Durant l'été 1871, le cercle fusionna avec celui de la révolutionnaire Sofia Perovskaïa. D'autres cercles s'allièrent à celui de Saint-Pétersbourg, notamment ceux de Moscou (avec le militant Nikolaï Morozov), celui d'Odessa (avec Andreï Jéliabov), celui de Karkov (avec Élisabeth Kovalskaïa) et celui Kiev (avec Pavel Axelrod). Ces différents cercles de propagande réunissaient plusieurs centaines de militants à travers le pays. Leurs activités furent étudiées et publiées dans un rapport par le théoricien anarcho-communiste Pierre Kropotkine. 
En 1874, en divergence avec un certain nombre de ses camarades, Nikolaï Tchaïkovski partit aux États-Unis créer une communauté socialiste utopique dans le Kansas, qui fut un échec. En 1878, Nikolaï Tchaïkovski revint en Europe et s'installa à Londres, où il créa la « Fondation de la presse libre russe ». Il publia divers ouvrages sur la littérature socialiste. En 1905, il retourna en Russie militer au sein du Parti ouvrier social-démocrate de Russie.
Le Cercle Tchaïkovski fut à la base de la création d'organisations ouvrières et paysannes russes dans lesquelles il se dilua au cours des années 1870.